# 求勢彎貝介
求勢彎貝介（学名：Loxoconcha chiushihi）为彎貝介科彎貝介屬下的一个种。